# Сенниця (Новодворський повіт)
Сенниця (пол. Siennica) — село в Польщі, у гміні Насельськ Новодворського повіту Мазовецького воєводства.
Населення — 361 особа (2011).
У 1975-1998 роках село належало до Цехановського воєводства.

## Демографія
Демографічна структура станом на 31 березня 2011 року:
|          | Загалом | Допрацездатний вік | Працездатний вік | Постпрацездатний вік |
| -------- | ------- | ------------------ | ---------------- | -------------------- |
| Чоловіки | 165     | 25                 | 121              | 19                   |
| Жінки    | 196     | 35                 | 106              | 55                   |
| Разом    | 361     | 60                 | 227              | 74                   |